# 震災復興支援協会つながり
一般社団法人 震災復興支援協会つながり（しんさいふっこうしえんきょうかいつながり、通称：TSUNAGARI）は、東日本大震災からの全国各地の被災地復興に貢献する事を目的とし設立された日本の一般社団法人。代表理事は勝又三成。

## 概要
東日本大震災が発災した2011年3月11日に勝又三成が中心となりボランティア団体TSUNAGARIを立ち上げ、宮城県を中心に潜水捜索 、海中ガレキ撤去、震災遺児孤児支援、漁業支援、子ども育成活動などの支援活動を行う。
2012年に一般社団法人「震災復興支援協会つながり」を設立。
広島市および兵庫県丹波市での土砂災害支援、白馬地震支援、関東東北豪雨の茨城県常総市での支援、ネパール大地震により倒壊した学校の再建活動、熊本地震支援、平成28年台風10号岩手水害支援、平成29年九州北部豪雨支援など、被災地に拠点を構え支援を行う。

## 評価
- 2013年　社会貢献者表彰を受賞。
- 2014年　ドリームプランプレゼンテーション世界大会*2014で感動大賞を受賞。

## 批判
- 宮城県で行われた潜水捜索によって見つかった骨、個人情報を含む証明証などを本人、遺族らに無断でFacebookに投稿[1]。
- 2014年7月、代表理事の勝又が仙台市内の居酒屋で店側と会計をめぐってトラブルとなり、女性従業員の女性の胸ぐらをつかみ、看板に額や後頭部を数回打ちつけ暴行の現行犯で逮捕される[2]。
- 平成28年熊本地震をめぐり、県社会福祉協議会が安全面の確保などを理由にボランティアを控えるよう呼びかけていた最中、いち早く御船町に入り、ボランティアセンターを開設。押しかけたボランティア団体であるにもかかわらず一時的に、町の問い合わせ先になったり、クラウドファンディングで集めた935万円の使途が不明なままである[3]。
- ジャーナリストの丸山千夏は、著書『ボランティアという病』で、当団体の災害対応が実績・経験ともに不足していることを指摘している[4][5]。